# Mokpcho
Mokpcho je město v Jižní Koreji v provincii Jižní Čolla. Nachází se v severozápadním výběžku Korejského poloostrova. Za japonské okupace Koreje v letech 1910-1945 se jednalo o důležité přístavní město, za což vděčilo výhodné poloze mezi Japonským souostrovím, Koreou a Čínou. Má také dobrý přístav chráněný před vysokým přílivem a tsunami množstvím ostrovů a ostrůvků, které město obklopují. Po odchodu Japonců ale význam města postupně upadal. Dnes je tu k vidění historické centrum a hora Judal, na které se každoročně koná květinový festival.

## Doprava
V Mokpcho končí železniční trať Tedžon – Mokpcho a vysokorychlostní trať Tedžon – Mokpcho.

## Sport
V roce 2013 a 2014 se zde konal světový pohár ve sportovním lezení, závodilo se v lezení na obtížnost a rychlost.